# Thomas Henry (Politiker)
Thomas Henry (* 1779 im County Down, Irland; † 20. Juli 1849 in Beaver, Pennsylvania) war ein US-amerikanischer Politiker. Zwischen 1837 und 1843 vertrat er den Bundesstaat Pennsylvania im US-Repräsentantenhaus.

## Werdegang
Thomas Henry wuchs in seiner nordirischen Heimat auf und kam im Jahr 1798 in die Vereinigten Staaten, wo er sich in der Stadt Beaver niederließ. Im Jahr 1808 wurde er dort Friedensrichter; 1810 wurde er zum Bezirksrat (County Commissioner) im Beaver County gewählt. Während des Britisch-Amerikanischen Krieges war er im Jahr 1814 Hauptmann einer Kompanie, die die amerikanische Nordgrenze gegen eine britische Invasion verteidigen sollte. Im Jahr 1815 wurde er in das Repräsentantenhaus von Pennsylvania gewählt. Zwischen 1816 und 1821 war er als Gerichtsdiener tätig; im Jahr 1821 war er Sheriff im Beaver County. Zwischen 1821 und 1831 gab er die Zeitung Western Argus heraus. In den Jahren 1828 und 1829 war er Bezirkskämmerer. Politisch war er zunächst Mitglied der Anti-Masonic Party. Im Jahr 1840 wechselte er zu den Whigs.
Bei den Kongresswahlen des Jahres 1836 wurde Henry im 24. Wahlbezirk von Pennsylvania in das US-Repräsentantenhaus in Washington, D.C. gewählt, wo er am 4. März 1837 die Nachfolge von John James Pearson antrat. Nach zwei Wiederwahlen konnte er bis zum 3. März 1843 drei Legislaturperioden im Kongress absolvieren. Die Zeit ab 1841 war von den Spannungen zwischen Präsident John Tyler und den Whigs geprägt. Außerdem wurde damals bereits über eine mögliche Annexion der seit 1836 von Mexiko unabhängigen Republik Texas diskutiert.
Nach dem Ende seiner Zeit im US-Repräsentantenhaus ist Thomas Henry politisch nicht mehr in Erscheinung getreten. Er starb am 20. Juli 1849 in Beaver, wo er auch beigesetzt wurde.